# Campeonato Mundial de Taekwondo de 1991
El X Campeonato Mundial de Taekwondo se realizó en Atenas (Grecia) entre el 29 de octubre y el 3 de noviembre de 1991 bajo la organización de la Federación Mundial de Taekwondo (WTF) y la Federación Helénica de Taekwondo.
En el evento tomaron parte 434 atletas de 49 delegaciones nacionales.

## Medallistas

### Masculino
| Evento | Oro                           | Plata                           | Bronce                                                          |
| ------ | ----------------------------- | ------------------------------- | --------------------------------------------------------------- |
| –50 kg | Gergely Salim Dinamarca       | Chang Jung-San China Taipéi     | Kang Cheol-Woo Corea del Sur Sirus Rezaei Irán                  |
| –54 kg | Kim Cheol-Ho Corea del Sur    | Josef Salim Dinamarca           | Gabriel Esparza Pérez · España · Django Tapilatu · Países Bajos |
| –58 kg | Ángel Alonso Ríos · España    | Sayed Najem · Canadá            | Ekrem Boyalı Turquía Seon Sang-Joon Corea del Sur               |
| –64 kg | Jang Hyuk Corea del Sur       | Stephen Tapilatu · Países Bajos | Tamer Husein · Egipto · Jorge Gonçalves · Brasil                |
| –70 kg | Yang Dae-Seung Corea del Sur  | Ramelito Abratique Filipinas    | John Collinson Australia Hiang Min-Jen China Taipéi             |
| –76 kg | Park Yong-Woon Corea del Sur  | James Villasana Estados Unidos  | Hugo García Beltrán · México · Hisashi Kondo · Japón            |
| –83 kg | Yoon Soon-Cheul Corea del Sur | Yahia Rashwan · Egipto          | Herbert Pérez Estados Unidos Metin Şahin Turquía                |
| +83 kg | Tonny Sørensen Dinamarca      | Oliver Schawe · Alemania        | Miguel Jordán · España · Amr Jairy · Egipto                     |

### Femenino
| Evento | Oro                          | Plata                            | Bronce                                                      |
| ------ | ---------------------------- | -------------------------------- | ----------------------------------------------------------- |
| –43 kg | Elisabet Delgado · España    | Gülnur Yerlisu Turquía           | Kim Jin-Sung Corea del Sur Wu Shan-Chen China Taipéi        |
| –47 kg | Arzu Tan Turquía             | Anita van der Pas · Países Bajos | Tang Hui-Wen China Taipéi Mariela Valenzuela Argentina      |
| –51 kg | Park Dong-Seon Corea del Sur | Döndü Şahin Turquía              | Rosario Solís · España · Kathy Walker · Reino Unido         |
| –55 kg | Tung Ya-Ling China Taipéi    | Ayşegül Ergin Turquía            | Azaa Adel · Egipto · Josefina López · España                |
| –60 kg | Jeong Eun-Ok Corea del Sur   | Chen Yi-An China Taipéi          | Dolores Knoll · México · Minouchka Thielmann · Países Bajos |
| –65 kg | Arlene Limas Estados Unidos  | Coral Bistuer · España           | Cho Hyang-Mi · Corea del Sur · Morfu Drosidu · Grecia       |
| –70 kg | Yang In-Deok Corea del Sur   | Chavela Aaron Estados Unidos     | Theanó Ketesidu · Grecia · Mónica del Real Jaime · México   |
| +70 kg | Lynette Love Estados Unidos  | Yvonne Franssen · Canadá         | Bettina Hipf · Alemania · Anna Widehov · Suecia             |

## Medallero
| Núm. | País           | Oro | Plata | Bronce | Total |
| ---- | -------------- | --- | ----- | ------ | ----- |
| 1    | Corea del Sur  | 8   | 0     | 4      | 12    |
| 2    | Estados Unidos | 2   | 2     | 1      | 5     |
| 3    | España         | 2   | 1     | 4      | 7     |
| 4    | Dinamarca      | 2   | 1     | 0      | 3     |
| 5    | Turquía        | 1   | 3     | 2      | 6     |
| 6    | China Taipéi   | 1   | 2     | 3      | 6     |
| 7    | Países Bajos   | 0   | 2     | 2      | 4     |
| 8    | Canadá         | 0   | 2     | 0      | 2     |
| 9    | Egipto         | 0   | 1     | 3      | 4     |
| 10   | Alemania       | 0   | 1     | 1      | 2     |
| 11   | Filipinas      | 0   | 1     | 0      | 1     |
| 12   | México         | 0   | 0     | 3      | 3     |
| 13   | Grecia         | 0   | 0     | 2      | 2     |
| 14   | Argentina      | 0   | 0     | 1      | 1     |
| 14   | Australia      | 0   | 0     | 1      | 1     |
| 14   | Brasil         | 0   | 0     | 1      | 1     |
| 14   | Irán           | 0   | 0     | 1      | 1     |
| 14   | Japón          | 0   | 0     | 1      | 1     |
| 14   | Reino Unido    | 0   | 0     | 1      | 1     |
| 14   | Suecia         | 0   | 0     | 1      | 1     |
|      | TOTAL          | 16  | 16    | 32     | 64    |